# Rudge-Whitworth

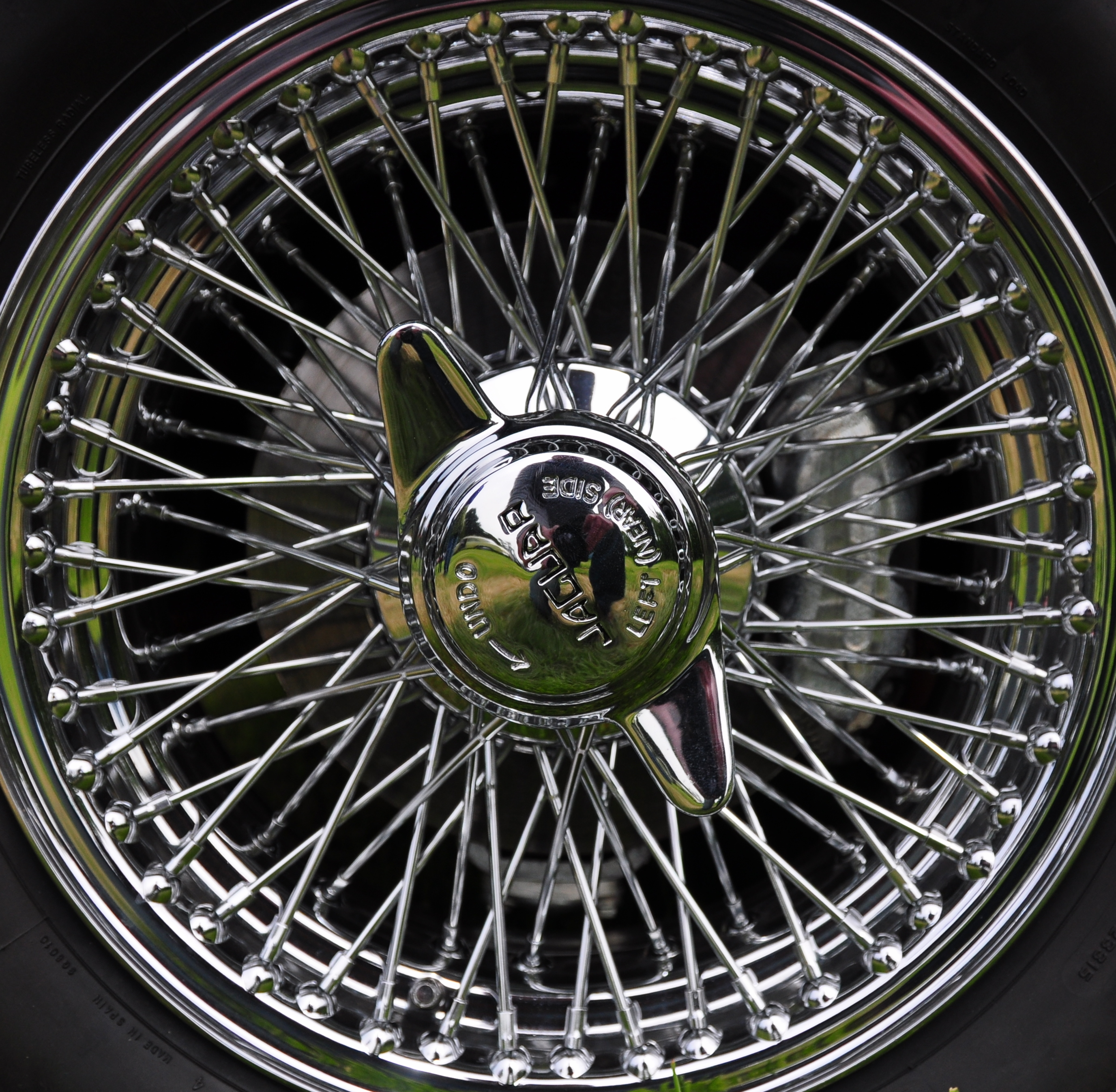
Rueda de radios de alambre Rudge-Whitworth de un Jaguar

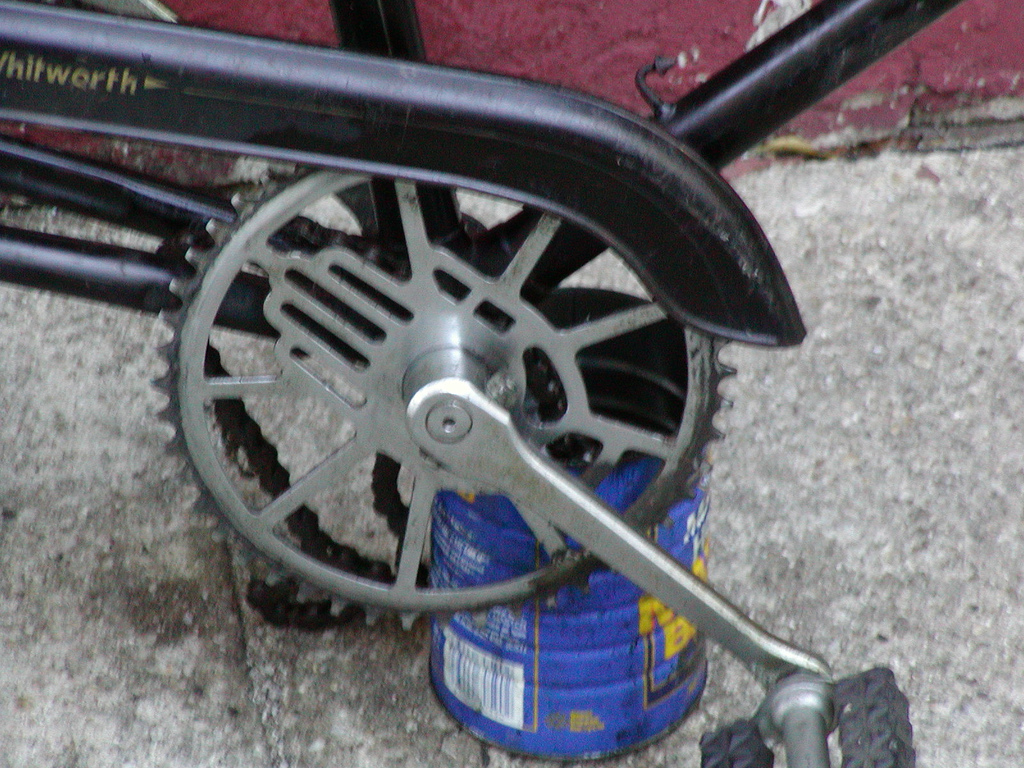
Plato de bicicleta con el logotipo de la mano de Rudge-Whitworth en él

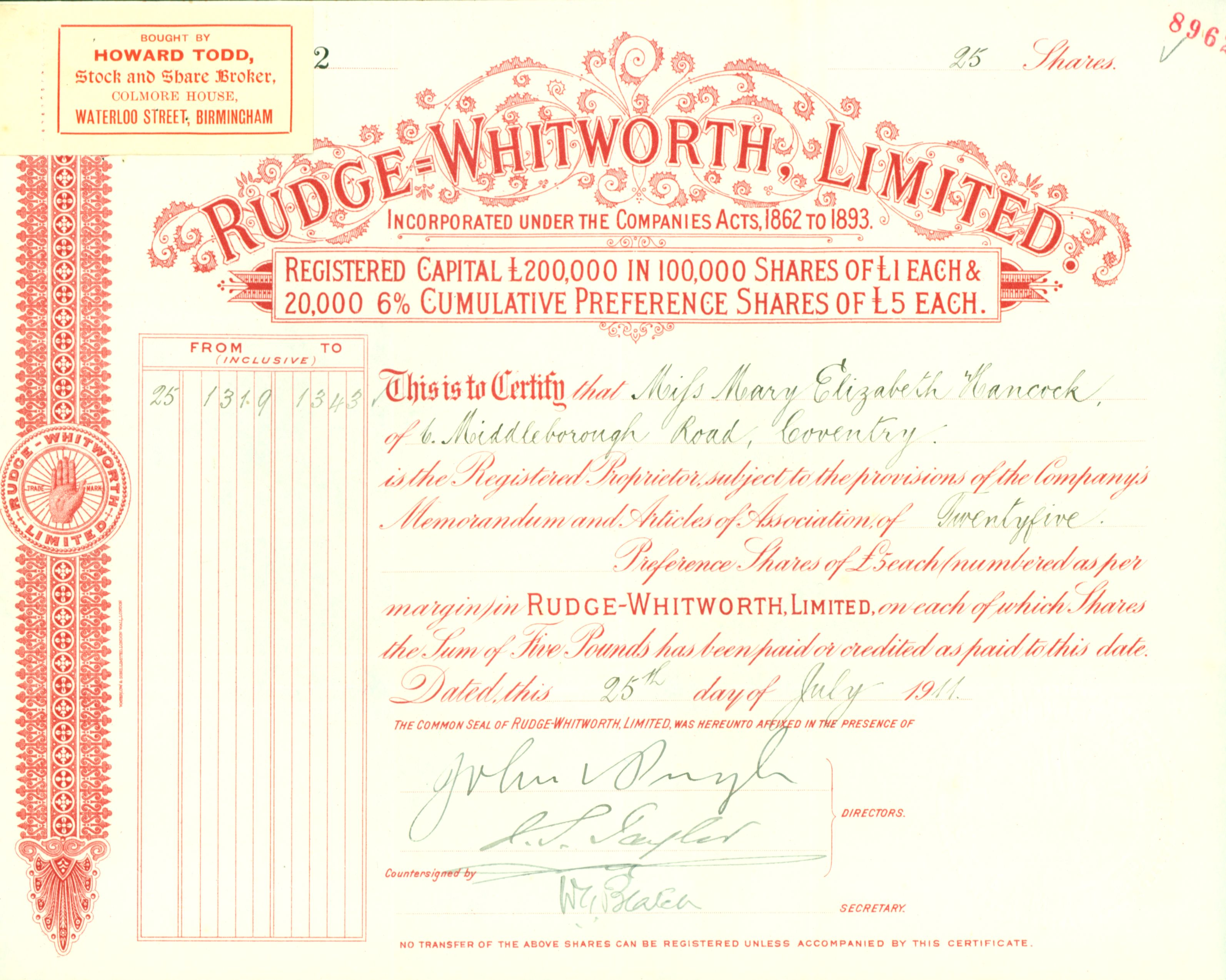
Acción preferente de Rudge-Withworth Ltd, emitida el 25 de julio de 1911

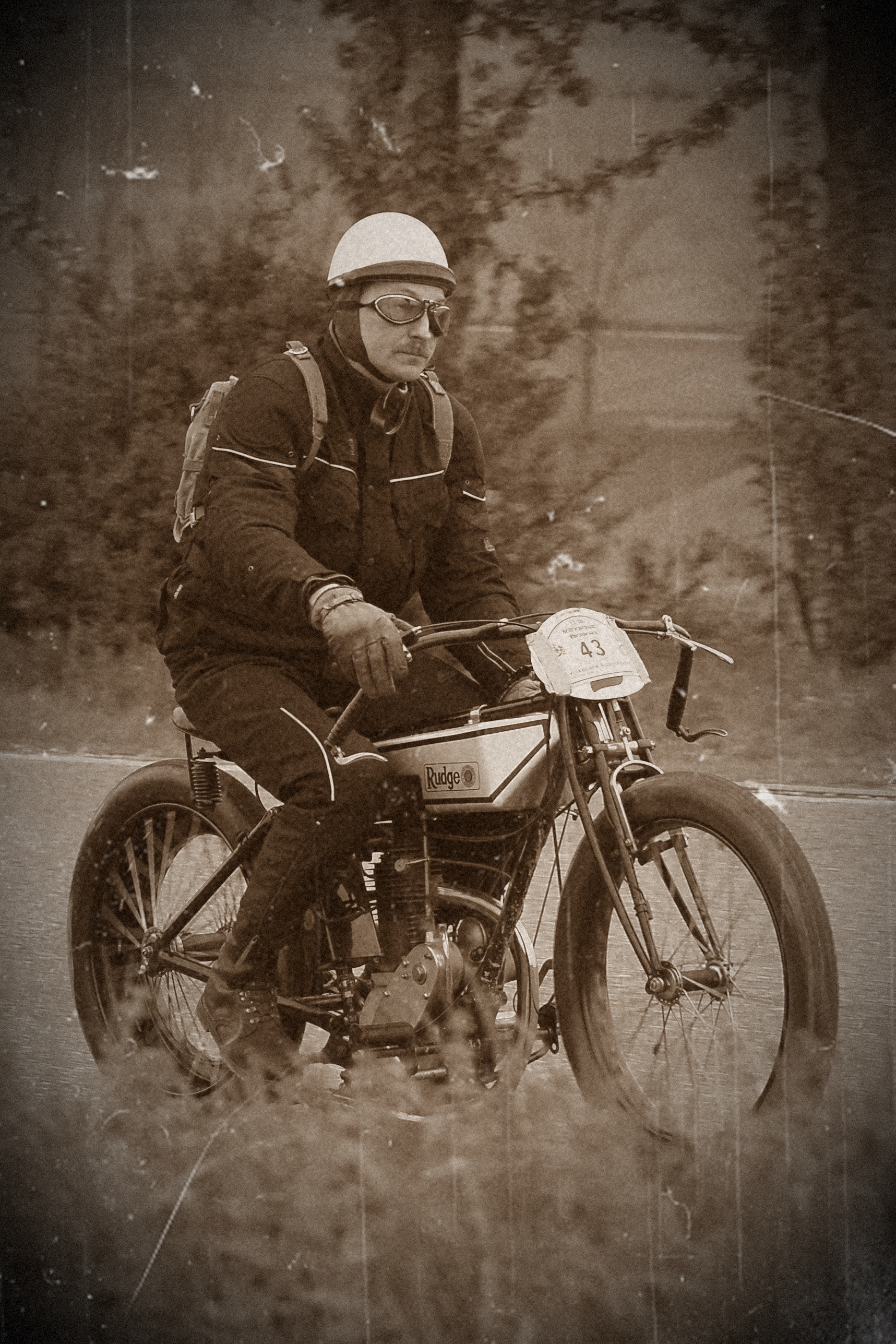
Rudge Multi de 1914

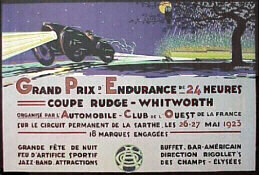
Un póster anunciando las ruedas de radios de alambre Rudge-Whitworth y su premio en las 24 Horas de Le Mans de 1923

Rudge Whitworth Cycles fue un fabricante británico de bicicletas, sillines de bicicleta, motocicletas y ruedas para automóviles deportivos, que resultó de la fusión en 1894 de dos fabricantes de bicicletas, Whitworth Cycle Co. de Birmingham, fundada por Charles Henry Pugh y sus dos hijos Charles Vernon y John, y de la Rudge Cycle Co. de Coventry (que descendía de una empresa de bicicletas fundada por Daniel Rudge de Wolverhampton).
Las motocicletas Rudge se produjeron entre 1911 y 1946. La empresa era conocida por sus innovaciones en el diseño de motores y transmisiones, y por sus éxitos en las carreras. Su lema de ventas era "Rudge it, do not trudge it" (Destácalo, no lo fatigues).
La compañía también produjo la primera rueda de radios de alambre desmontable en 1907, y era conocida por sus ruedas de fijación central para automóviles deportivos; actividad esta última en la que continuó hasta bien entrada la década de 1960.

## Ruedas de radios de alambre
A principios de la década de 1900, John Pugh, hijo del fundador de la empresa Charles Pugh y un automovilista pionero, pensó que tenía que haber una mejor manera de reparar los neumáticos pinchados que tener que cambiarlos con la rueda aún fija al automóvil. En competencia con Victor Riley de la Riley Cycle Company, ambos diseñaron una rueda desmontable fijada mediante una sola tuerca grande. A Pugh se le concedió una patente para su rueda en 1908. Hubo diferencias de detalle en el diseño que dieron lugar a disputas legales entre las dos empresas sobre los derechos intelectuales de la rueda desmontable. Pugh finalmente perdió la disputa tras apelar a la Cámara de los Lores.
El diseño de la rueda de fijación central tiene tres elementos principales: un buje ranurado para ubicar la rueda y dos conos de acoplamiento, uno en el extremo interior que centra la rueda y el otro en el extremo de la tuerca. Estos conos transmiten la mayor parte del par motor a la rueda, liberando a las estrías de la mayor parte de la carga. Una de las características clave del diseño de Pugh es que se aprieta automáticamente. Las ruedas del lado derecho del automóvil tienen una rosca en la tuerca a izquierdas y viceversa. Si la rueda se afloja, la tendencia es que la tuerca de bloqueo tienda a apretarse y sujete la rueda de forma segura.
El sistema fue adoptado con entusiasmo en el mundo de las carreras, donde la ventaja de un cambio rápido de rueda era obvia. En la carrera del Tourist Trophy de la Isla de Man de 1908, 21 de los 35 participantes usaron ruedas Rudge-Whitworth, y solo uno de los finalistas no lo hizo. En 1913, el uso de ruedas con radios de alambre desmontables era universal en los grandes premios.
Después de la Segunda Guerra Mundial, Jaguar adquirió los derechos de la rueda Rudge-Whitworth.

## Bicicletas

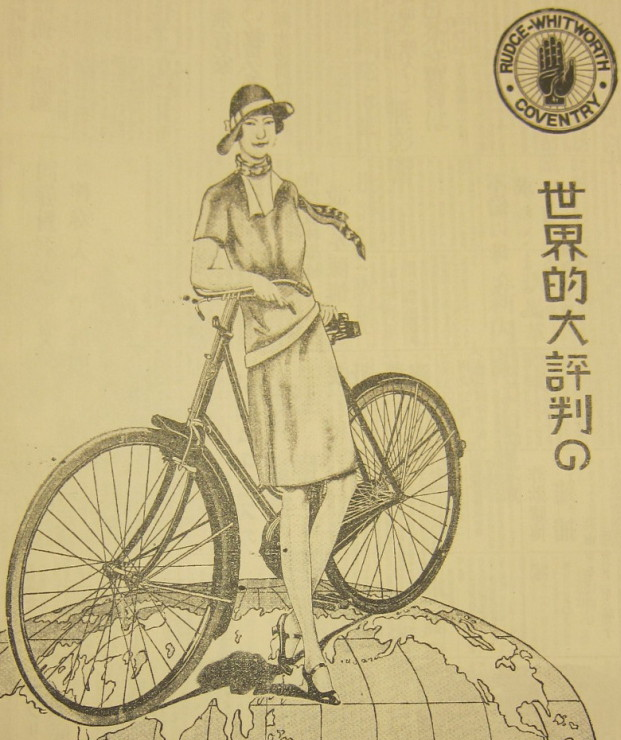
Anuncio de las bicicletas Rudge-Whitworth de Taiwán, anterior a 1945

En 1938, Rudge-Whitworth patrocinó a la ciclista Billie Fleming para intentar establecer el récord de distancia de la mayor cantidad de millas recorridas en un año. Le proporcionaron una bicicleta con desviador de tres velocidades y un ciclómetro, así como apoyo financiero para que pudiera pedalear durante 365 días de forma continua. Su récord de 29 603,7 millas (47 642,4 km), todavía se mantenía tras su muerte en 2014, a los 100 años de edad.

## Motocicletas
Tras vender las renombradas motocicletas Werner en 1909, la compañía pasó a producir su primera moto en 1911, propulsada por un motor monocilíndrico de 500 cm³ (0,5 L) con culata en "F".
En 1915, se lanzó un modelo de 1000 cm³ (1 L), que usaba una caja de cambios Jardine de cuatro velocidades, seguida de la Multigear también de 1000 cc. En 1923, la compañía introdujo una caja de cambios de 4 velocidades fabricada internamente para reemplazar a la suministrada por Jardine, con lo que terminó la producción de la Multigear.

### Rudge Multigear

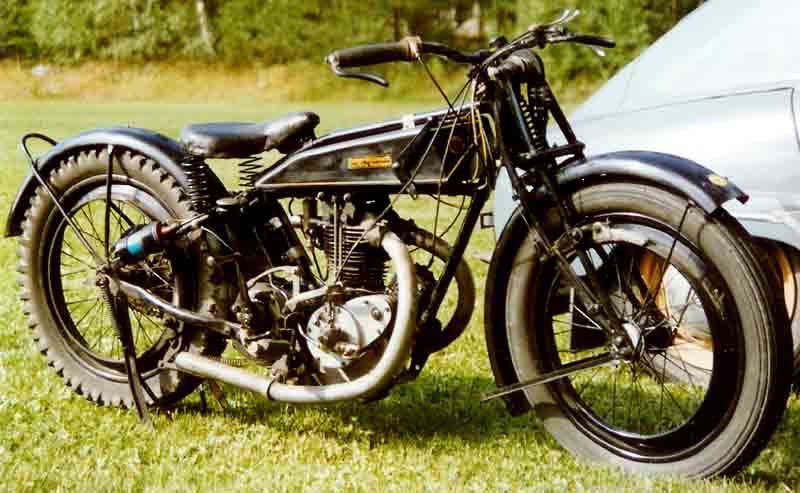
Rudge 500 cc TV de 1927

En 1912 se lanzó la Multigear con motor de 499 cm³ (0,5 L) que utilizaba una transmisión por correa equipada con poleas de profundidad de ranura variable para proporcionar 21 marchas, con un desarrollo superior de hasta 2,75:1 (la Zenith Gradua de 1907 y la FN de 244 cc usaban un sistema similar aunque más sencillo). En 1913 se lanzó la Multigear de 750 cm³ (0,8 L), y en 1914 Cyril Pullin ganó el Tourist Triphy de la Isla de Man pilotando una Rudge Multigear. Junto con la Zenith-Gradua, este fue uno de los primeros sistemas de transmisión variable continua (CVT).
En 1923 terminó la producción de la Multigear.

### Rudge Four

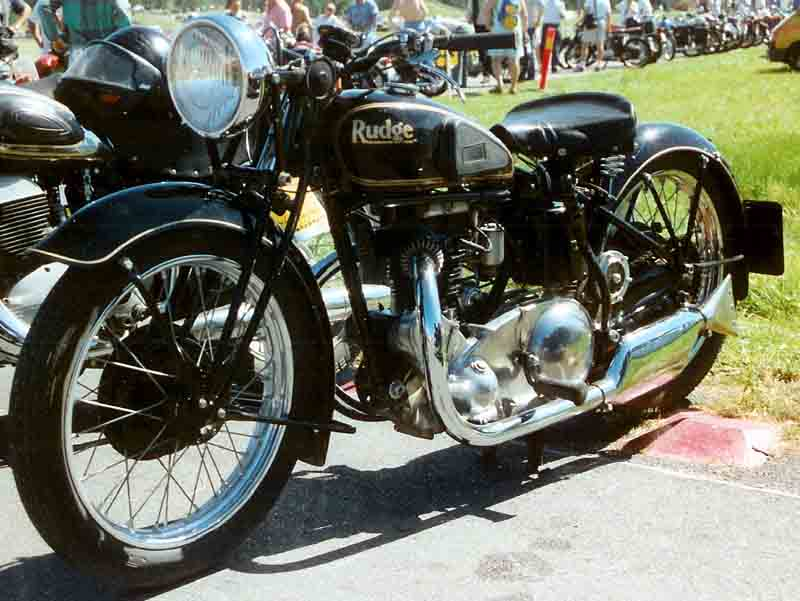
Motocicleta Rudge

La Rudge Four monocilíndrica de 350 cm³ (0,4 L), llamada así por disponer de cuatro velocidades y de cuatro válvulas, mostró un rendimiento notablemente superior a la competencia en su lanzamiento, teniendo más potencia que su predecesora de 500 cm³ (0,5 L). Se dice que el ingeniero de Rudge, George Hack, tomó su idea de diseño del motor Triumph Ricardo de cuatro válvulas (producido entre 1921 y 28). Diseñó una culata de cuatro válvulas para Rudge y en 1924 produjeron su primera culata de cuatro válvulas en un motor de 350 cc. Las válvulas estaban dispuestas en paralelo, y no eran radiales.
En 1925 apareció una versión de 500 cc con frenos delanteros y traseros enlazados, y con los cojinetes de cabeza de biela lubricados a través del pasador del cigüeñal. La vieja 350 cc se abandonó en 1926. Para 1928, las motocicletas Rudge estaban equipadas con depósito junto al asiento y fremos de tambor de expansión interna de 8 pulgadas. Stanley Glanfield diseñó una Rudge para carreras todo terreno, comercializada desde 1928 como Glanfield Rudge.

### Competiciones deportivas

#### Gran Premio del Ulster

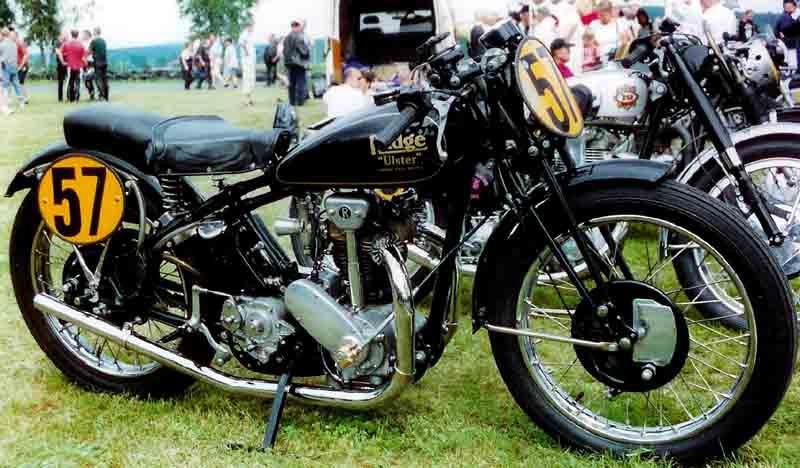
Rudge Ulster 500 cc Racer de 1936

En 1928, Graham Walker ganó el Gran Premio del Úlster de Motociclismo con un promedio de más de 80 mph. Esto propició el lanzamiento de la Rudge Ulster, así como de un motor JAP de 250 cc y otro de 350 cc con 4 válvulas en paralelo. La Ulster fue uno de sus modelos más famosos.

#### 1930 Victorias en el TT de la Isla de Man
Las motos Rudge terminaron en primer, segundo y tercer lugar en el Junior TT de 1930, con un prototipo de motor de 350 cc y 4 válvulas radiales. También obtuvieron el primer y el segundo lugar en el Senior TT. Los motores de las motos de carretera se rediseñaron con lubricación por cárter seco. Los motores JAP de 250 y 350 cc de cuatro válvulas en paralelo finalizaron su producción aquel año.
En 1931, Rudge lanzó sus primeras motocicletas de carretera de 250 cc y 350 cc con el diseño de válvulas radiales. Las réplicas TT estaban disponibles en 350 cc y 500 cc. El modelo con válvulas paralelas de 500 cc también estaba disponible en los modelos Special y Ulster, y la Ulster ahora tenía la garantía de alcanzar 100 millas por hora (161 km/h). Obtuvieron el primer y el segundo puesto en la categoría de peso ligero en el TT de 1931, y el segundo y el tercero en 1932.
Un motor de 500 cc con válvulas radiales se produjo únicamente en 1932. Se construyó una réplica de la TT de 250 cc, pero con las máquinas de carretera equipadas con cadenas primarias en baño de aceite y un soporte que se podía operar "con un solo dedo".

#### Motocicletas de carreras
Durante la década de 1920 y principios de la de 1930, las motocicletas Rudge también fueron populares en pruebas de "speedway". Algunos pilotos destacados se iniciaron con las Rudge, como el australiano Bluey Wilkinson (campeón de "speedway" en 1938), que comenzó su trayectoria en las carreras en 1928 utilizando una vieja y maltrecha Rudge con transmisión por correa.

## Autociclo Rudge
Entre 1912 y 1913, la empresa entró en el floreciente mercado de los autociclos. Su coche utilizaba la transmisión por correa de varias velocidades Rudge, que ofrecía relaciones que iban de 14 a 1 a 3,5 a 1. Las relaciones se seleccionaban mediante una palanca que permitía elegir diez relaciones diferentes. Utilizaba un motor monocilíndrico de 750 cc refrigerado por aire, con un diámetro de 85 mm y una carrera de 132 mm, equipado con un carburador Senspray. El precio en 1912 era de 135 guineas.
Al parecer, los asientos se habían escalonado para aprovechar mejor el espacio, algo que no se puede apreciar con claridad en la fotografía tomada en el Salón del Ciclismo y del Motociclismo del Olympia de 1912.

## Declive

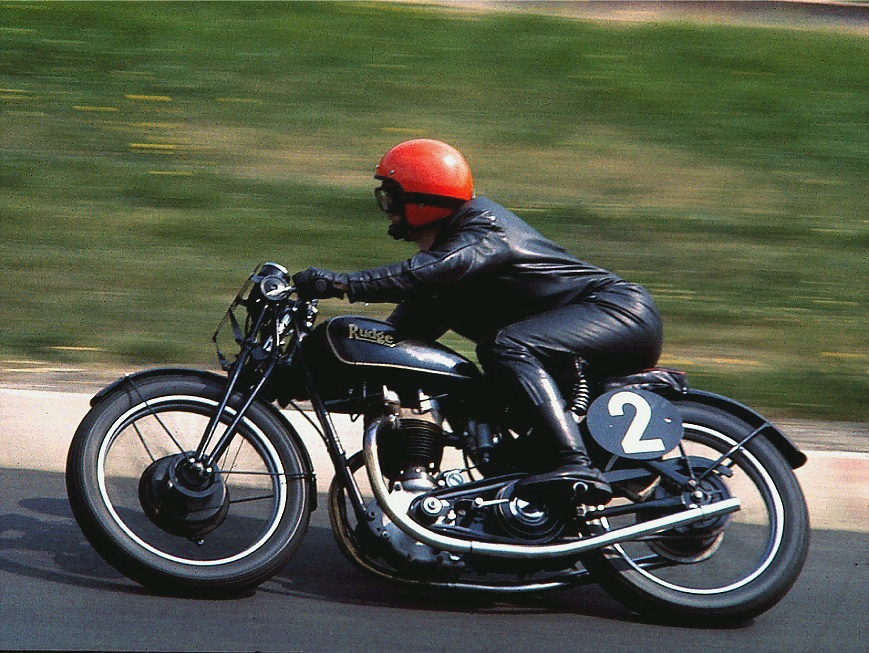
Rudge 500 cc de 1938

Con la Gran Depresión de 19129 todavía reciente, 1933 fue el último año de producción de las motos para pistas de tierra y de las Réplicas del Tourist Trophy. La Ulster de 500 cc estaba equipada con una culata de hierro fundido "semirradial" (válvulas paralelas con puertos radiales). En 1934, la Ulster tenía su culata en fundición de bronce de aluminio, y se lanzó un modelo Sports de 250 cc y cuatro válvulas radiales. Las motocicletas Rudge ocuparon los tres primeros lugares en la categoría ligera del Tourist Trophy de la Isla de Man en 1934.
En 1935 se produjo una versión con motor de 250 cc de dos válvulas, y en 1936 se produjo el último modelo de 250 cc con cuatro válvulas radiales, mientras que en otros modelos se introdujeron las horquillas de tubo redondo. En 1937 se carenó por completo el sistema de engranajes de las válvulas en los modelos de 500 cc, pero la situación económica de la empresa seguía siendo muy mala. Finalmente, EMI compró a Rudge, por lo que la producción se interrumpió y la fabricación se trasladó a Hayes (Hillingdon) en Middlesex.
En 1938 se lanzó un modelo Sports de dos válvulas con motor de 250 cc y, a principios de 1939, la Ulster se equipó con una culata de aluminio RR50. La producción cesó en diciembre de 1939, dedicándose la empresa durante la Segunda Guerra Mundial a la fabricación de radares para el esfuerzo bélico.